# Saint-Amand Bazard

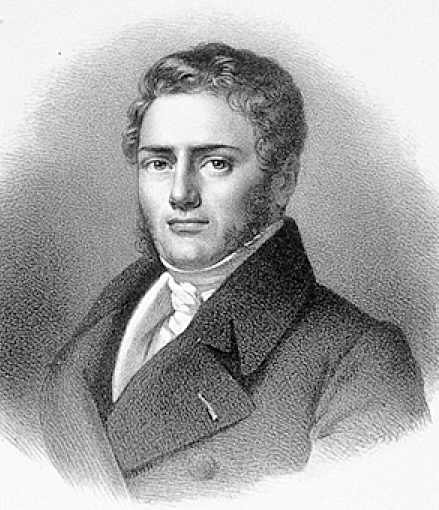
Saint-Amand Bazard.

Saint-Amand Bazard, född den 18 september 1791 i Paris, död den 29 juli 1832 i Courtry, var en fransk socialist.
Efter restaurationen blev han ledare för carbonari i Frankrike och stiftare av det republikanska sällskapet Amis de la vérité. Efter ett misslyckat upprorsförsök blev Bazard i sin frånvaro dömd till döden, men benådad. Han blev nu anhängare av Henri de Saint-Simon, vars lära han tillsammans med Barthélemy Prosper Enfantin vidareutvecklade och verkade för. År 1831 bröt han dock med Enfantin. Han utgav Exposition de la doctrine de Saint-Simon (1828–1830, 2:a upplagan 1854).